# Ippolit Nikolajewitsch Djakow

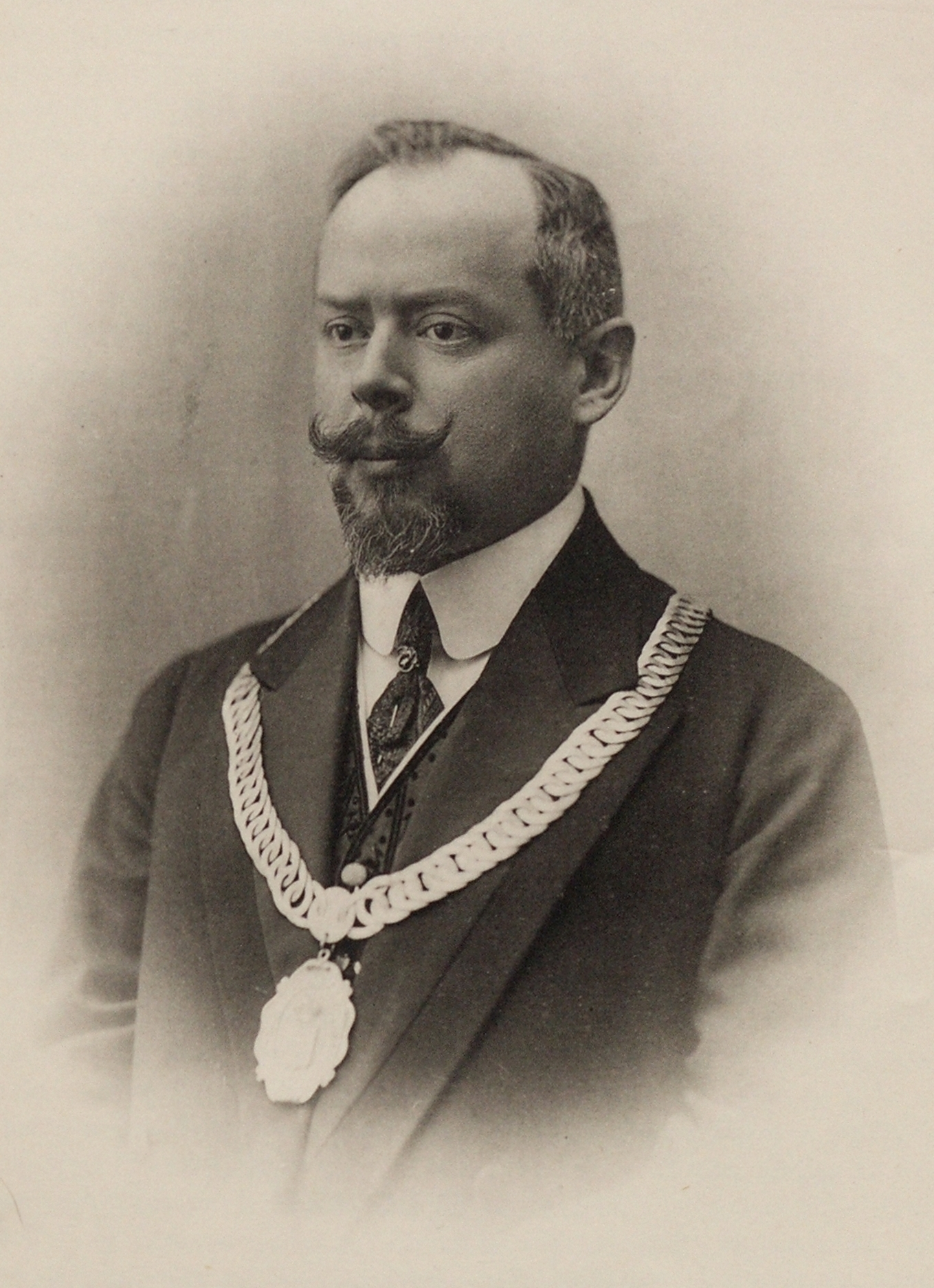
Ippolit Djakow

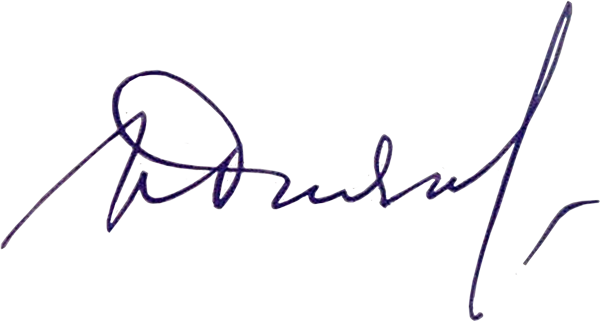
Signatur Djakow

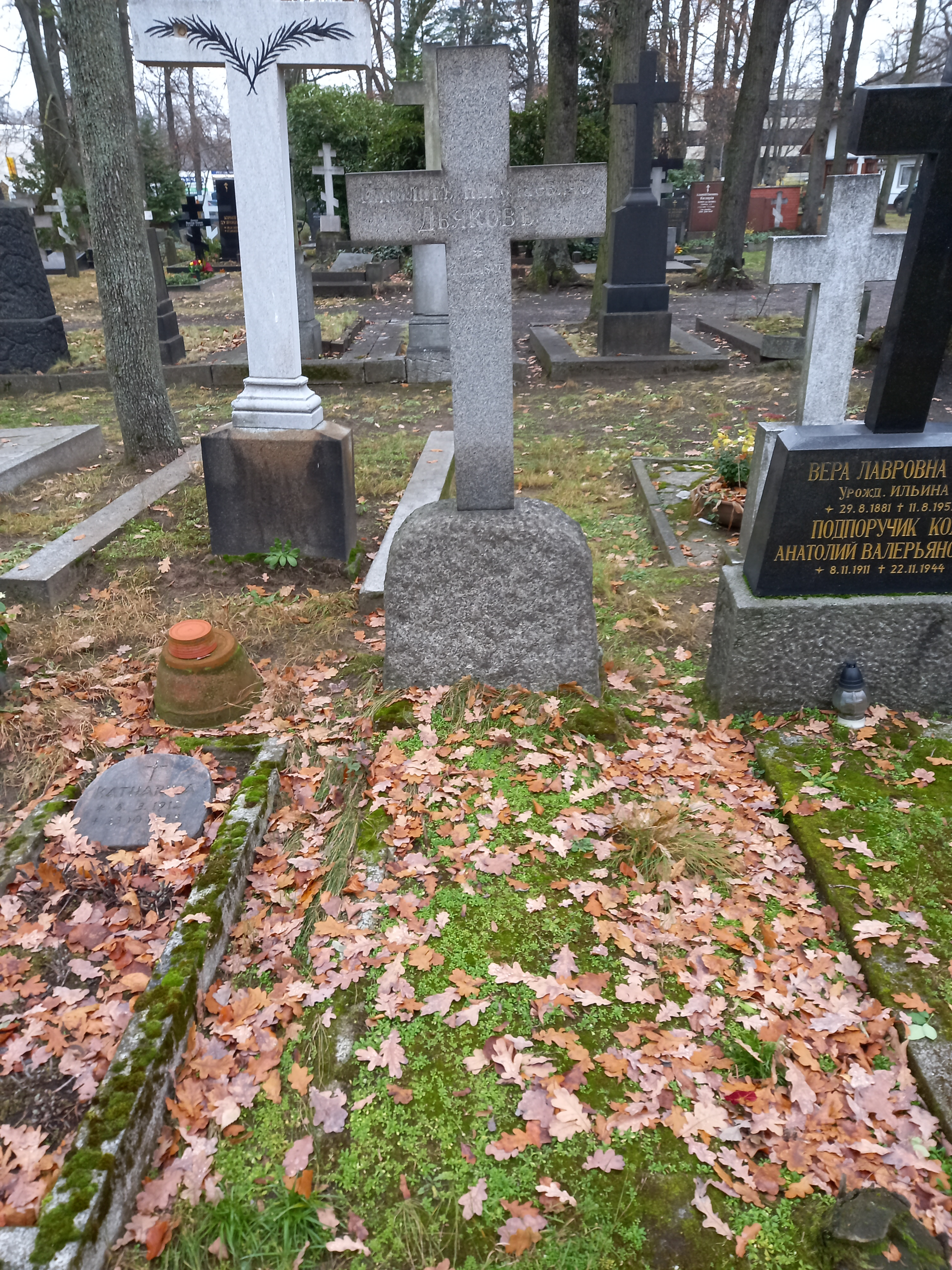
Das Grab von Ippolit Nikolajewitsch Djakow auf dem russischen Friedhof in Berlin-Tegel

Ippolit Nikolajewitsch Djakow (russisch Ипполит Николаевич Дьяков, ukrainisch Іполит Миколайович Дьяков Ipolyt Mykolaiowytsch Djakow; * 1. Dezemberjul. / 13. Dezember 1865greg. in Tscherkassy, Gouvernement Kiew, Russisches Reich; † 24. November 1934 in Berlin, Deutschland) war zwischen 1906 und 1916 und erneut 1919 Oberbürgermeister der Stadt Kiew. Nach dem russischen Bürgerkrieg emigrierte Djakow nach Deutschland.

## Biographie
Djakow entstammte dem russischen Adel. Er ging in Kiew zur Schule und promovierte 1889 in Physik und Mathematik an der St.-Wladimir-Universität zu Kiew.
Danach arbeitete er im russischen Finanzministerium in der Abteilung für Eisenbahnangelegenheiten und wechselte drei Jahre später zur Generaldirektion der Staatspferdezucht. Er war deren Vertreter bei der ethnographischen Ausstellung 1895 in Paris und der Weltausstellung 1900 ebenda.
Im Jahr 1900 zog er wieder nach Kiew, wo er zum Ehrenamtsrichter des Bezirks Kiew und im Jahr 1902 zum Stadtratsmitglied von Kiew gewählt wurde. 1906 wurde er zum Bürgermeister gewählt. Das Amt hatte er bis 1916 inne und trug während seiner Amtszeit zur dynamischen Entwicklung Kiews bei. 1911 wurde er zum Wirklichen Staatsrat ernannt. 1916 ging er als Oberbürgermeister in den Ruhestand, den er 1919 während der Besetzung Kiews durch die Weiße Armee unter Anton Iwanowitsch Denikin nochmal unterbrach und in dieser Zeit erneut Oberbürgermeister Kiews war. Als Anhänger der Weißen Bewegung emigrierte er nach Berlin, wo er 1934 starb und am 27. November 1934 auf dem russischen Friedhof in Berlin-Tegel (Block 4, Reihe 3) bestattet wurde.